# Искусство Великобритании
Искусство Великобритании — совокупность всех форм изобразительного искусства, созданных на территории современной Великобритании и её исторических стран: Англии, Шотландии, Уэльса и Ирландии (в том числе Северной Ирландии).

## Архитектура
Со времени норманнского завоевания (XI век) в Англию проник северофранцузский стиль, который, соединившись с местным, образовал англо-норманнскую ветвь романского стиля, отличающуюся массивностью и линейной, очень рельефной орнаментацией.
В XII веке это направление вытесняется готическим стилем, первоначально в сооружениях переходного или полунорманнского стиля (подкововидная форма арок, капелла Trinity в Кентербери), 
за ним следует раннеготический стиль XIII века (прижатые стрельчатые или ланцетовидные арки, Салисберийский собор).
Его сменяет декорированный готический стиль XIV века (стрельчатые арки, Эксетерский собор) и, наконец, перпендикулярный Тюдоровский готический стиль XIV—XVI веков (расширенные стрельчатые арки, богатство вычурных рельефных украшений).
Стиль Тюдоров (или Тюдор-Ренессанс, английское Возрождение) зародился в годы правления первых королей из династии Тюдоров: Генриха VII (1485—1509), Генриха VIII (1509—1547) — и продолжался Елизаветинскую эпоху (царствование королевы Елизаветы I, 1558—1603). Елизаветинский стиль XVI века явился переходным от готики к стилю Возрождения, до начала XX века стиль Возрождения преобладает в светских постройках, тогда как готика — в церковных.
К этому же периоду часто прибавляют время начала царствования Стюартов при шотландском и английском короле Якове I (1603—1625) — период раннего английского барокко, в этом случае употребляют название «Тюдоро-Якобинский стиль».
Стиль Тюдоров получил новое развитие в XIX веке в период историзма в формах стиля неотюдор, или «Возрождения Тюдоров»
С XVII века, со сменой королевской династии — трон Англии заняли Стюарты, преобладающим в строительной отрасли становится классицизм. Новую традицию основал архитектор Иниго Джонс (1573—1652).
Далее, архитектура периода промышленного переворота, она изменила характер многих британских городов (см. Георгианская архитектура ).
В XIX веке — неоготика — начало восстановления английской готики началось в Британии в конце XVIII в. из-за поисков национального архитектурного стиля и из-за разочарования английских деятелей в идеалах французской революции 1789—1793 гг. (также: Викторианская архитектура).

## Скульптура
До XVIII века скульптура выражается во множестве надгробных памятников; в дальнейшем она находится в упадке. Английскую скульптуру пытался возродить Джон Флаксман (1755—1826) путём подражания античным образцам. Пластика XIX века представлена талантливыми мастерами в области портрета и жанра (Гибсон, Бейли, Фоли, Стил, Манро, Вулнер, Форд).

## Живопись
Интересным явлением английской живописи XVI века стало творчество Мастера графини Уорик. Искусствоведы атрибутируют ему большую группу женских и семейных портретов, созданных между 1567 и 1569 годами. 
Крупными художниками рубежа XVI и XVII веков были миниатюристы Николас Хиллиард и его ученик Исаак Оливер.
Значение самостоятельного вида искусства живопись приобретает в Англии в XVIII веке, начиная с работ жанриста и карикатуриста Вильяма Хогарта (1697—1764); Джошуа Рейнольдс и его ученик Лоуренс, а также главный соперник Фрэнсис Котс, положили начало английской портретной живописи, а Гейнсборо считается отцом английского пейзажа. 
Родоначальниками исторической живописи являются Вэст Кэстлэк и Ромни. Пейзаж получил значительное развитие у Вильки, Тернера, Лэндсира (животные), Констебля, Макклиза, Мельреди, Пойнтера и Геркомера, Литона, Армитэджа, Муррэй, Фильдса и др. 
Среди мастеров пейзажа очень много акварелистов. 
Представителями прерафэлитского направления являются: Россети, Хант, Милле, Уоттс, Форд Мэдокс Браун и его дочь Люси Мэдокс Браун. Заслуживают упоминания Альма-Тадема (исторический жанр), Саломон (портрет), Сеймур Лукас (исторический жанр), Вилли (марина).
Ярким представителем постимпрессионизма в британской живописи был художник Уолтер Сикерт. Для многих его произведений характерны шокирующие сюжеты и мрачное безысходное настроение («Спальня Джека-потрошителя», «Убийство в Кэмден-Тауне»). Часто на картине изображены не реальные события, а их отражение в зеркале («Крошка Дот Хетерингтон в Старом Бедфорде»).
Особое место занимает в британской живописи викторианская сказочная живопись, существовавшая как особое направление во II половине XIX и начале XX века. Её представители — Ричард Дадд (основатель данного художественного течения), Джон Анстер Фицджеральд (крупнейший представитель, прозванный современниками «Король сказочных художников»), Марк Ланселот Симонс.
Среди художников XX века выделяется мастер индустриального пейзажа Лоуренс Стивен Лаури. 
Художником-любителем был премьер-министр Великобритании Уинстон Черчилль. Детективная история с сокрытием «Портрета Уинстона Черчилля» привлекла внимание к творчеству художника Грэхема Сазерленда.
Известные произведения:
- «Уотсон и акула» — картина маслом художника Джона Синглтона Копли 1778 года, изображающая спасение Брука Уотсона от нападения акулы в Гаване, Куба. Копли и Брук Уотсон стали друзьями в 1774 году, когда Копли приехал из Америки в Лондон. Уотсон предложил ему создать картину о событиях 1749 года, и Копли создал в итоге три её версии в 1778 году. Картина изображена в стиле романтизма.
- «Шахматистки» — картина Джона Лавери (1927) из собрания Галереи Тейт.
- «Шахматисты» — картина Джеймса Норткота (1807). Загадочный сюжет, допускающий различные толкования, а также атмосфера театрального представления выделяют её среди произведений на подобную тему.
- «Портрет Эдварда Виндзора, 3-го барона Виндзора, его жены, Кэтрин де Вер, и их семьи» (1568 год) — картина Мастера графики Уорик. Первое изображение шахмат в английской станковой живописи.

## Гравирование
В XVIII века выдающимися гравёрами были Стрэндж, Шарп, Вуллет. Гравирование чёрной манерой достигло совершенства в работах Рейнольдса, Смита, Ватсона и Ирлома, Лэнднсира, Аткинсона, Литона и др.
Процветание серьёзной гравюры в конце XIX века вытесняется эстампами на стали и особенно дешевыми литографическими произведениями. 
На очень высоком уровне находится в Англии гравюра по дереву, возрождённая в 1775 году Бевиком.